# الأدب والغرابة
الأدب والغرابة هو كتاب نقدي للكاتب المغربي عبد الفتاح كيليطو الحاصل على جائزة الملك فيصل العالمية في اللغة العربية والأدب عام 2023، صدر عام 2006. يقدّم الكتاب دراسة تحليلية للنص الأدبي العربي من خلال مقاربات بنيوية ونقدية تركز على مفهومي الألفة والغرابة في القراءة الأدبية.

## محتوى الكتاب
محتوى كتاب الأدب والغرابة لعبد الفتاح كيليطو يتوزع على قسمين رئيسيين، بالإضافة إلى تمهيد يشمل كلمة وتقديمًا وافتتاحية، يُمهّد فيها المؤلف لموضوع الكتاب ومنهجه. يناقش كيليطو في هذا العمل عدداً من القضايا المتعلقة بالنص الأدبي العربي الكلاسيكي، من حيث بنيته، وتصنيف أنواعه، وأساليب قراءته، وعلاقته بالتقاليد البلاغية والفكرية في التراث العربي.

### الكلمة – التقديم – الافتتاحية
يفتتح المؤلف كتابه بمداخل تمهيدية توضح الرؤية التي ينطلق منها، مركّزًا على فكرة "الغرابة" بوصفها مفتاحًا لقراءة الأدب. ينتقد كيليطو التصورات السائدة حول الأدب، ويدعو إلى مساءلة المألوف من أجل استكشاف ما هو مستبعد أو مهمّش في النصوص القديمة، سواء من حيث اللغة أو الموضوعات أو الأشكال السردية.

### القسم الأول: مفاهيم نقدية
- النص الأدبي: يناقش ماهية النص الأدبي وتمييزه عن الأنواع الأخرى من النصوص، مع التأكيد على البعد الجمالي والتأويلي في قراءته.
- تصنيف الأنواع: يتناول إشكالية تصنيف الأنواع في التراث العربي، ويشير إلى غياب الحدود الصارمة بين الأنواع الأدبية مثل الشعر والمقامة والخطبة.
- قواعد السرد: يدرس كيليطو القواعد التي تحكم السرد في الأدب العربي، مع مقارنة ضمنية بأساليب السرد الغربية، ويركز على البنية والموقع الذي يحتله المتكلم في النص.
- دراسة الأدب الكلاسيكي: يعرض المؤلف لملاحظات منهجية حول كيفية قراءة الأدب العربي القديم، منتقدًا القراءة التعليمية أو التفسيرية التي تتجاهل تعقيداته الأسلوبية والرمزية.
- تاريخ الشاعر: يبحث في العلاقة بين الشاعر وتاريخه أو صورته المتخيلة، موضحًا كيف تُبنى سيرة الشاعر من خلال نصوصه أو من حولها.

### القسم الثاني: قراءات تطبيقية
- بين أرسطو والجرجاني: يقارن بين تنظير أرسطو في فن الشعر ونظرية الجرجاني في أسرار البلاغة، مبرزًا اختلاف المفاهيم والمناهج في النظر إلى الأدب.
- الحريري والكتابة الكلاسيكية: يقدّم قراءة تحليلية لمقامات الحريري بوصفها مثالًا على الكتابة الأدبية الكلاسيكية، ويدرس خصائصها الأسلوبية والسردية.
- الزمخشري والأدب: يناقش الجانب الأدبي في مؤلفات الزمخشري، خصوصًا في تفسيره وبلاغته، ويظهر كيف يتقاطع التفسير الديني مع الأسلوب الأدبي.
- الملح والنحو: يستعرض العلاقة بين الطرافة (الملَح) والنحو في كتب التراث، مسلطًا الضوء على نصوص تمزج بين المعرفة واللعب اللغوي.
- نحن والسندباد: يتوقف عند قصص السندباد باعتبارها جزءًا من الأدب العجائبي، ويطرح أسئلة حول موقعها في الثقافة العربية ومشروعية قراءتها ضمن الأدب.

مراجع الكتاب: يختتم كيليطو عمله بقائمة المراجع التي استخدمها، وتتنوع بين نصوص تراثية عربية ومصادر نقدية حديثة بالفرنسية والعربية.
الأدب والغرابة يُعتبر من الكتب المؤسسة لمقاربة جديدة في دراسة الأدب العربي الكلاسيكي، حيث يتبنى المؤلف منظورًا تأويليًا حديثًا، يُعيد من خلاله التفكير في النصوص القديمة خارج الأطر التقليدية، ويربطها بمفاهيم مركزية مثل الغرابة، والتأويل، والانزياح عن المعنى المستقر.